# 동궐
동궐(董厥, ? ~ ?)은 중국 삼국 시대 촉한(蜀漢) ~ 서진(西晉)의 정치가이자 무장으로, 자는 공습(龔襲)이며, 형주(荊州) 남양군(南陽郡) 의양현(義陽縣) 사람이다.

## 생애
221년, 제갈량(諸葛亮)이 승상(丞相)에 오르자, 승상영사(丞相令史)가 되어 제갈량을 보좌하였으며 얼마 후 주부(主簿)가 되었다.
이후 남정(225년)과 북벌(227년~234년)에서 활약하였다. 제갈량의 사후(234년, 승진을 거듭하여 상서복야(尙書僕射)가 되었으며, 곧 진지(陳祗)의 후임으로 상서령(尙書令)에 올랐다.
이후, 번건(樊建)에게 상서령을 양도한 뒤, 보국대장군(輔國大將軍)과 대장군평태사(大將軍平台事)가 되었다.
258년, 진지가 세상을 떠나자 평상서사(平尙書事)가 되었다.
261년, 제갈첨(諸葛瞻)에게 평상서사를 양도한 뒤, 번건과 함께 조정의 일을 처리하며 남향후(南鄕侯)에 봉해졌다.
군권을 쥔 강유(姜維)는 북벌에 집착하였으며, 조정에서는 진지와 황호(黃皓)가 정사를 농단하였고, 동궐은 조정의 기강을 바로잡지 못하였다. 강유의 잦은 북벌으로 나라가 피폐해지는 것을 우려하여 제갈첨, 번건과 함께 강유를 익주자사(益州刺史)로 임명하여 그의 군권을 박탈할 것을 아뢰었으나, 유선(劉禪)은 이를 받아들이지 않았다.
263년, 종회(鍾會)와 등애(鄧艾)가 촉나라로 진격하자, 검각(劍閣)에서 요화(廖化), 장익(張翼) 등과 함께 끝까지 맞서 싸웠으나, 유선이 위나라에 항복하여, 수비를 멈추고 위나라에 항복하였다.
264년, 번건과 함께 유선을 따라 낙양(洛陽)으로 이주하여 상국(相國)을 보좌하는 참군(參軍)이 되었고, 그 해 가을 산기상시(散騎常侍)를 겸하였다.

## 같이 보기
- 삼국지 인물 목록